# VPMZ Vjatka VP 150
La VPMZ Vjatka VP 150 è uno scooter prodotto nello stabilimento statale VPMZ di Vjatskie Poljany, nell'Oblast' di Kirov, in Unione Sovietica, dal 1957 al 1966, copia non autorizzata della italiana Vespa 150/150 GS.

## Il contesto
La VPMZ (acronimo di Vjatskie Poljany Mechaničeskij Zavod, in italiano Fabbrica Meccanica di Vjatskie Poljany), ora denominata Molot, è una fabbrica metalmeccanica fondata nel 1940 a Vjatskie Poljany dal Ministero della difesa dell'URSS, allo scopo di produrre la pistola mitragliatrice PPŠ-41.
Dopo la conclusione del periodo bellico, la VPMZ era stata provvisoriamente riconvertita alla produzione di pattini da ghiaccio, forbici per la tosatura delle pecore e trappole per animali selvatici, in attesa di adattare i macchinari per metterli in condizione di realizzare grammofoni. Dal 1946 al 1955 vennero prodotti circa 450.000 grammofoni.
L'arrivo sul mercato russo delle radio con giradischi incorporato, nei primi anni cinquanta, azzerò rapidamente la domanda dei grammofoni e, nel 1954, vennero stretti accordi con la IZH per la produzione dei manubri e dei sidecar con cui realizzare la IZH 49, ma il numero dei pezzi non era in grado di colmare l'enorme vuoto produttivo.
Agli inizi del 1955 il direttore dell'azienda, Fëdor Ivanovič Treščkev, venne convocato a Mosca presso il Ministero della difesa, dal quale la fabbrica ancora dipendeva, per ricevere istruzioni in merito alla nuova riconversione. Dopo la morte di Stalin, l'establishment politico dell'Unione Sovietica si stava preparando a dare corpo al 6º piano quinquennale, che sarebbe stato annunciato da Chruščëv per il successivo lustro, nel quale si prevedeva di intensificare fortemente la produzione di auto e moto destinati all'uso privato. La nuova produzione della VPMZ, quindi, sarebbe stata lo scooter.

## Progettazione e prototipi
Dati i tempi ristretti, determinati dalla necessità impellente di riattivare il pieno ritmo produttivo degli impianti VPMZ e dei suoi 10.000 operai, fu deciso di procedere clonando un modello esistente e un'apposita commissione di esperti venne riunita per valutare la produzione occidentale di scooter e scegliere il più adatto alle esigenze russe. La scelta cadde sulla Vespa 150 VL1, entrata in produzione nel 1954.
La "progettazione" venne affidata allo SKEB, il centro di ricerche e sviluppi per l'industria motociclistica, con sede a Serpuchov, che provvide a realizzare i disegni tecnici in tempi brevissimi. Non fu un mero lavoro di copiatura, ma un collage tra il modello "VL1" ed il nuovissimo "VS1", ovvero la Vespa 150 GS del 1955. Dal primo venne preso l'economico gruppo motore-trasmissione e, dal secondo, l'impostazione telaistica con ruote da 10", ritenuta più adatta alla situazione viaria russa.
Il plico del progetto esecutivo giunse alla VPMZ verso la fine del 1955, congiuntamente all'ordine di preparare, in pochi mesi, almeno 10 prototipi da esporre nelle grandi città, a dimostrazione tangibile del nuovo corso politico in favore della motorizzazione di massa.
L'impresa era da ritenersi quasi disperata, in considerazione dell'assente know-how aziendale nel campo motoristico e della carenza di macchinari specifici. Le presse per lo stampaggio delle lamiere, ad esempio, neppure erano prodotte dall'industria russa e si dovette farle costruire negli opifici meccanici della DDR. L'unica decisione semplice per i dirigenti, fu scegliere il responsabile dei futuri collaudi su strada: tra i 10.000 dipendenti della VPZM, uno solo aveva conseguito la patente di guida per motocicli.
Nonostante le enormi difficoltà queste vennero superate dal caparbio impegno delle maestranze e i dieci prototipi, praticamente costruiti a mano pezzo per pezzo, furono realizzati nei tempi stabiliti.

## Lo scandalo internazionale
Verso la fine dell'estate 1956, gli organi di comunicazione sovietici diedero grande risalto alla novità e, nel tardo autunno, la "Vjatka" venne ufficialmente presentata alla stampa.
(Izvestija, settembre 1956)
La notizia delle foto della "Vjatka" venne ripresa dalle agenzie occidentali, suscitando grande scalpore, visto che la "Vespa" era ormai divenuta celebre e diffusa in tutto il mondo: proprio in quell'anno si festeggiava il milionesimo esemplare prodotto.
Vista l'impossibilità di agire per via legale, determinata dal mancato riconoscimento della normativa sui brevetti da parte dell'URSS, la Piaggio decise di denunciare il plagio procurandosi un esemplare della "Vjatka" ed esponendolo nei propri stand dei vari saloni motociclistici internazionali, definendola "copia servile" della "Vespa". La ferma e continuata protesta, comunque, non sortì alcun effetto pratico.

## La produzione
Nel 1957, dopo che erano giunte le attrezzature e i macchinari occorrenti, la VPMZ diede inizio alla produzione in serie che, per quell'anno, si limitò a 1.668 esemplari e raggiunse i 16.600 nell'anno successivo.
La "Vjatka VP 150", come era stata definitivamente denominata, ebbe subito un grande successo, tanto che la prevista produzione annua del 1959 fu incrementata del 30%. Nel 1962 alla VPMZ si festeggiò  il duplice evento della 100.000ª Vjatka costruita ed il premio del Ministero dell'Industria per il motoveicolo maggiormente diffuso nell'URSS.
Soggetto a continui aggiornamenti, seppur di lieve entità, e con ritmi produttivi sempre più elevati, il modello venne costruito per dieci anni, fino ad essere sostituito dal nuovo scooter "V 150 M", totalmente diverso per estetica e concezione tecnica.
L'ultimo esemplare della "copia servile della Vespa", il n. 290.467, uscì dalle catene di montaggio della VPMZ nel 1966.

### I veicoli derivati
Seguendo l'esempio della Piaggio, anche la VPMZ realizzò delle versioni similari alla derivata "Ape", denominate "MG 150", sia in versione da trasporto merci che in versione taxi, ispirata al "Calessino". Di questi veicoli derivati dalla "Vjatka", fu realizzato un primo lotto di 500 esemplari nel 1958, ma non si conoscono i numeri globali di produzione.

## Le differenze tra "Vespa" e "Vjatka"
Dal punto di vista stilistico e tecnico la Vjatka è sostanzialmente identica alla Vespa della Piaggio. A prima vista, si notano le diversità costituite dalla forma del fanalino posteriore, dalla scritta dell'azienda in alfabeto cirillico, dallo sportello per la manutenzione della candela e da una generale minor accuratezza della finitura e delle saldature.
In realtà le differenze sono centinaia, dovute alla diversa componentistica e ai differenti macchinari costruttivi. Non esiste misura fondamentale dei due modelli (altezza, lunghezza, interasse, etc.) che sia eguale, pur differendo di pochissimi millimetri.

## Dati tecnici
| Caratteristiche tecniche - VPMZ Vjatka VP 150 del 1957                                                     | Caratteristiche tecniche - VPMZ Vjatka VP 150 del 1957 | Caratteristiche tecniche - VPMZ Vjatka VP 150 del 1957 | Caratteristiche tecniche - VPMZ Vjatka VP 150 del 1957 | Caratteristiche tecniche - VPMZ Vjatka VP 150 del 1957 | Caratteristiche tecniche - VPMZ Vjatka VP 150 del 1957 |
| Dimensioni e pesi                                                                                          | Dimensioni e pesi | Dimensioni e pesi | Dimensioni e pesi | Dimensioni e pesi | Dimensioni e pesi |
| --- | --- | --- | --- | --- | --- |
| Ingombri (lungh.×largh.×alt.)                                                                              | 1830 × 700 × 1100 mm | 1830 × 700 × 1100 mm | 1830 × 700 × 1100 mm | 1830 × 700 × 1100 mm | 1830 × 700 × 1100 mm |
| Altezze | Sella: 820 mm - Minima da terra: 160 mm - Pedane: 270 mm | Sella: 820 mm - Minima da terra: 160 mm - Pedane: 270 mm | Sella: 820 mm - Minima da terra: 160 mm - Pedane: 270 mm | Sella: 820 mm - Minima da terra: 160 mm - Pedane: 270 mm | Sella: 820 mm - Minima da terra: 160 mm - Pedane: 270 mm |
| Interasse: 1200 mm                                                                                         | Interasse: 1200 mm | Massa a vuoto: 109 kg | Massa a vuoto: 109 kg | Serbatoio: 12 l | Serbatoio: 12 l |
| Meccanica                                                                                                  | | | | | |
| Tipo motore: monocilindrico orizzontale a due tempi quadro, con testa in lega leggera e cilindro in ghisa. | Tipo motore: monocilindrico orizzontale a due tempi quadro, con testa in lega leggera e cilindro in ghisa. | Tipo motore: monocilindrico orizzontale a due tempi quadro, con testa in lega leggera e cilindro in ghisa. | Tipo motore: monocilindrico orizzontale a due tempi quadro, con testa in lega leggera e cilindro in ghisa. | Raffreddamento: raffreddamento ad aria forzata mediante ventola sul volano-magnete e convogliatore sul gruppo testa-cilindro | Raffreddamento: raffreddamento ad aria forzata mediante ventola sul volano-magnete e convogliatore sul gruppo testa-cilindro |
| Cilindrata                                                                                                 | 147,9 cm³ (Alesaggio 57,0 × Corsa 58,0 mm) | 147,9 cm³ (Alesaggio 57,0 × Corsa 58,0 mm) | 147,9 cm³ (Alesaggio 57,0 × Corsa 58,0 mm) | 147,9 cm³ (Alesaggio 57,0 × Corsa 58,0 mm) | 147,9 cm³ (Alesaggio 57,0 × Corsa 58,0 mm) |
| Distribuzione: a luci incrociate con pistone a deflettore                                                  | Distribuzione: a luci incrociate con pistone a deflettore | Distribuzione: a luci incrociate con pistone a deflettore | Alimentazione: a caduta di miscela benzina-olio al 5%, carburatore K 55 con diffusore da ⌀ 20 mm | Alimentazione: a caduta di miscela benzina-olio al 5%, carburatore K 55 con diffusore da ⌀ 20 mm | Alimentazione: a caduta di miscela benzina-olio al 5%, carburatore K 55 con diffusore da ⌀ 20 mm |
| Potenza: 5,5 CV a 4.500 giri/min                                                                           | Potenza: 5,5 CV a 4.500 giri/min | Coppia: | Coppia: | Rapporto di compressione: | Rapporto di compressione: |
| Frizione: a dischi multipli in bagno d'olio                                                                | Frizione: a dischi multipli in bagno d'olio | Frizione: a dischi multipli in bagno d'olio | Cambio: in blocco a 3 marce con comando a manopola girevole abbinata a leva della frizione sull'estremità sinistra del manubrio | Cambio: in blocco a 3 marce con comando a manopola girevole abbinata a leva della frizione sull'estremità sinistra del manubrio | Cambio: in blocco a 3 marce con comando a manopola girevole abbinata a leva della frizione sull'estremità sinistra del manubrio |
| Accensione                                                                                                 | con volano-magnete 6V, bobina A.T. esterna e candela a filetto corto. | con volano-magnete 6V, bobina A.T. esterna e candela a filetto corto. | con volano-magnete 6V, bobina A.T. esterna e candela a filetto corto. | con volano-magnete 6V, bobina A.T. esterna e candela a filetto corto. | con volano-magnete 6V, bobina A.T. esterna e candela a filetto corto. |
| Trasmissione                                                                                               | finale ad ingranaggi, direttamente alla ruota posteriore | finale ad ingranaggi, direttamente alla ruota posteriore | finale ad ingranaggi, direttamente alla ruota posteriore | finale ad ingranaggi, direttamente alla ruota posteriore | finale ad ingranaggi, direttamente alla ruota posteriore |
| Avviamento                                                                                                 | a pedivella | a pedivella | a pedivella | a pedivella | a pedivella |
| Ciclistica                                                                                                 | | | | | |
| Telaio | monoscocca in lamiera acciaio stampata e saldata | monoscocca in lamiera acciaio stampata e saldata | monoscocca in lamiera acciaio stampata e saldata | monoscocca in lamiera acciaio stampata e saldata | monoscocca in lamiera acciaio stampata e saldata |
| Sospensioni                                                                                                | Anteriore: a leva oscillante con interposizione di molla elicoidale e ammortizzatore idraulico coassiale. / Posteriore: a blocco oscillante motore-trasmissione-ruota, con ammortizzatore teleidraulico e mollone biconico elicoidale | Anteriore: a leva oscillante con interposizione di molla elicoidale e ammortizzatore idraulico coassiale. / Posteriore: a blocco oscillante motore-trasmissione-ruota, con ammortizzatore teleidraulico e mollone biconico elicoidale | Anteriore: a leva oscillante con interposizione di molla elicoidale e ammortizzatore idraulico coassiale. / Posteriore: a blocco oscillante motore-trasmissione-ruota, con ammortizzatore teleidraulico e mollone biconico elicoidale | Anteriore: a leva oscillante con interposizione di molla elicoidale e ammortizzatore idraulico coassiale. / Posteriore: a blocco oscillante motore-trasmissione-ruota, con ammortizzatore teleidraulico e mollone biconico elicoidale | Anteriore: a leva oscillante con interposizione di molla elicoidale e ammortizzatore idraulico coassiale. / Posteriore: a blocco oscillante motore-trasmissione-ruota, con ammortizzatore teleidraulico e mollone biconico elicoidale |
| Freni | Anteriore: a tamburo centrale 125 × 17 mm / Posteriore: a tamburo da centrale 127 × 22 mm | Anteriore: a tamburo centrale 125 × 17 mm / Posteriore: a tamburo da centrale 127 × 22 mm | Anteriore: a tamburo centrale 125 × 17 mm / Posteriore: a tamburo da centrale 127 × 22 mm | Anteriore: a tamburo centrale 125 × 17 mm / Posteriore: a tamburo da centrale 127 × 22 mm | Anteriore: a tamburo centrale 125 × 17 mm / Posteriore: a tamburo da centrale 127 × 22 mm |
| Pneumatici                                                                                                 | anteriore e posteriore 4,00-10" | anteriore e posteriore 4,00-10" | anteriore e posteriore 4,00-10" | anteriore e posteriore 4,00-10" | anteriore e posteriore 4,00-10" |
| Prestazioni dichiarate                                                                                     | | | | | |
| Velocità massima                                                                                           | 70 km/h | 70 km/h | 70 km/h | 70 km/h | 70 km/h |
| Consumo | 3,1 l per 100 km alla velocità costante di 50 km/h | 3,1 l per 100 km alla velocità costante di 50 km/h | 3,1 l per 100 km alla velocità costante di 50 km/h | 3,1 l per 100 km alla velocità costante di 50 km/h | 3,1 l per 100 km alla velocità costante di 50 km/h |
| Fonte dei dati:                                                                                            | | | | | |